# Zeche Gottlob
Die Zeche Gottlob ist ein ehemaliges Steinkohlenbergwerk in Bommern-Steinhausen. Die Zeche war auch unter dem Namen Zeche Gottlob am Hardenstein bekannt. Sie befand sich in einem Steinbruch westlich der Zeche Nachtigall.

## Bergwerksgeschichte
Am 25. Juni des Jahres 1804 wurde die Mutung beim Bergamt eingelegt. Im Jahr 1819 wurde das Bergwerk in einer Beschreibung durch den Freiherrn von Elverfeldt genannt. Am 2. Dezember des Jahres 1835 wurde ein Geviertfeld verliehen, im Anschluss daran wurde bis etwa zum Jahr 1850 Stollenbau betrieben. Am 9. April des Jahres 1859 wurde die Berechtsame neu verliehen. Am 1. August des Jahres 1911 wurde die Zeche als Kleinzeche wieder in Betrieb genommen, Besitzer dieser Zeche war Wilhelm Dünkelberg. Es wurde ein Stollen 90 Meter streichend aufgefahren, die Bauhöhe betrug 22 Meter. Östlich des Ziegelei-Ringofens wurde ein Maschinenhaus errichtet. Mit drei Bergleuten wurden 426 Tonnen Steinkohle gefördert. Im Jahr 1912 wurden mit fünf Bergleuten 1276 Tonnen Steinkohle gefördert. Im Mai des Jahres 1913 wurde die Zeche Gottlob stillgelegt.